# «Літописець» Дворецьких
«Літописець» Дворецьких — одне з визначних джерел та пам'яток української історіографії другої половини XVII ст. Містить важливі матеріали з історії України, в першу чергу пам'ятки історичної та суспільно-політичної думки та зберігається у відділі рукописів Державної Публічної бібліотеки ім. М. Є. Салтикова-Щедріна в Санкт-Петербурзі.

## Історія створення «Літописця»
Слід зазначити, що рукопис належав роду Дворецьких і був складений за участю одного з його членів. Про це свідчить, зокрема, один з пізніх записів збірника, який незначно поповнювався в кінці 70-х років XVII ст. — другій половині XVIII ст.. Він говорить: «Ся книга літопис з дідів і прадідів, складена прізвищем Дворецьких, і нині перебуває в господині Дворецького Василя, значкового товариша.»
Цілком ймовірно, рукопис «Літописця» є не оригіналом, а копією. Про це свідчать і різні почерки, якими був записаний текст пам'ятки, і окремі помилки переписувача. Слід також зазначити, що творець збірника залишив пропуск між звістками 1639 р. і 1647 р. в кілька сторінок, частково заповненню двома записами.

## Зміст
«Літописець» висвітлює події історії України в період з 1340 р. до 1672 р., час створення пам'ятки можна визначити досить точно. Річ у тому, що в його основі лежить третя частина «Хроніка з літописців стародавніх» Теодосія Софоновича — «Кройніка о землі Полской», написана в 1673 році, ймовірно на початку цього року.